# Liste der Baudenkmale in Berge (Prignitz)
In der Liste der Baudenkmale in Berge sind alle Baudenkmale der brandenburgischen Gemeinde Berge aufgelistet. Grundlage ist die Veröffentlichung der Landesdenkmalliste mit dem Stand vom 31. Dezember 2020.

## Baudenkmale in den Ortsteilen
In den Spalten befinden sich folgende Informationen:
- ID-Nr.: Die Nummer wird vom Brandenburgischen Landesamt für Denkmalpflege vergeben. Ein Link hinter der Nummer führt zum Eintrag über das Denkmal in der Denkmaldatenbank. In dieser Spalte kann sich zusätzlich das Wort Wikidata befinden, der entsprechende Link führt zu Angaben zu diesem Denkmal bei Wikidata.
- Lage: die Adresse des Denkmales und die geographischen Koordinaten. Link zu einem Kartenansichtstool, um Koordinaten zu setzen. In der Kartenansicht sind Denkmale ohne Koordinaten mit einem roten beziehungsweise orangen Marker dargestellt und können in der Karte gesetzt werden. Denkmale ohne Bild sind mit einem blauen bzw. roten Marker gekennzeichnet, Denkmale mit Bild mit einem grünen beziehungsweise orangen Marker.
- Bezeichnung: Bezeichnung in den offiziellen Listen des Brandenburgischen Landesamtes für Denkmalpflege. Ein Link hinter der Bezeichnung führt zum Wikipedia-Artikel über das Denkmal.
- Beschreibung: die Beschreibung des Denkmales
- Bild: ein Bild des Denkmales und gegebenenfalls einen Link zu weiteren Fotos des Baudenkmals im Medienarchiv Wikimedia Commons

### Berge
| ID-Nr.                           | Lage                      | Bezeichnung                     | Beschreibung | Bild                            |
| -------------------------------- | ------------------------- | ------------------------------- | --- | ------------------------------- |
| 09160038 Wikidata                | (Lage)                    | Dorfkirche                      | Die evangelische Dorfkirche wurde wohl im in der ersten Hälfte des 15. Jahrhunderts erbaut. Im Inneren befindet sich ein Kanzelaltar aus dem 17. Jahrhundert. Auf dem Kanzelkorb befindet sich Wappen der Familien von Rohr und von Maltzahn. Weiter befindet sich ein Epitaph für Hans von Rohr, der im Jahre 1569 gestorben ist. | weitere Bilder                  |
| 09161397 Teilobjekt zu: 09160038 | (Lage)                    | Taufengel                       | Ursprünglich aus der 1968/69 abgerissenen Dorfkirche in Hülsebeck stammender Taufengel, der 1,16 Meter groß ist und in den 1730er- oder 1740er-Jahren gefertigt wurde. Seit 2012 ist er Teil der Ausstattung der Dorfkirche Berge.                                                                                                 | BW                              |
| 09160039                         | Dorfring 2 (Lage)         | Pfarrhaus                       | | BW                              |
| 09161967                         | Dorfring 10 (Lage)        | Wohnhaus mit Wirtschaftsgebäude | | BW                              |
| 09160835                         | Friedensstraße 15a (Lage) | Ehemalige Mehl- und Futtermühle | | Ehemalige Mehl- und Futtermühle |

### Grenzheim
| ID-Nr.   | Lage               | Bezeichnung                      | Beschreibung | Bild                             |
| -------- | ------------------ | -------------------------------- | ------------ | -------------------------------- |
| 09160120 | Am Teich 11 (Lage) | Wohnhaus mit Wirtschaftsgebäuden |              | Wohnhaus mit Wirtschaftsgebäuden |

### Muggerkuhl
| ID-Nr.   | Lage                | Bezeichnung | Beschreibung | Bild           |
| -------- | ------------------- | --- | ------------ | -------------- |
| 09160040 | Dorfstraße 4 (Lage) | Muggerkuhler Ziegelwerk, bestehend aus Trockenschuppen mit Freilufttrockengestell, Hoffmannschem Ringofen, Schornstein, Schrägbrücke, Eiskeller und Wohnhaus (Nr. 4) |              | weitere Bilder |

### Neuhausen
| ID-Nr.            | Lage                          | Bezeichnung                                                                          | Beschreibung | Bild                                                                                 |
| ----------------- | ----------------------------- | ------------------------------------------------------------------------------------ | --- | ------------------------------------------------------------------------------------ |
| 09160041 Wikidata | Neuhofer Straße (Lage)        | Dorfkirche                                                                           | Die Dorfkirche wurde wahrscheinlich in der ersten Hälfte des 15. Jahrhunderts erbaut. Es ist ein Backsteinbau mit einem zweijochigen Schiff und einem fünfseitigen Chor. Nach einer Untersuchung sind Teile der Empore aus dem Jahr 1510. Wahrscheinlich ist die Kassettendeckenmalerei aus demselben Jahr. In der Kirche befindet sich ein Epitaph für Hans v. Rohr (gestorben 1569). Auf dem Kirchhof befindet sich ein Glockenturm aus dem Jahr 1837, die Glocke wurde 1532 gegossen.                                                   | weitere Bilder                                                                       |
| 09160042          | Neuhofer Straße 16, 20 (Lage) | Schloss mit Torkapelle, Epitaphien in der Tordurchfahrt und einem Wirtschaftsgebäude | Das sogenannte Schloss ist ein zweigeschossiger Bau mit eingeschossigen Seitenflügeln. Die Familie von Rohr wurde 1396 Besitzer von Neuhausen. 1618 verkaufte Familie von Rohr die Hälfte von Neuhausen an Georg von Winterfeld. Die Familie von Winterfeld erwarb 1712 den Rohrschen Anteil von Neuhausen. 1738 war ein Umbau des Neuhausener Herrenhauses zu einer barocken Dreiflügelanlage durch Johann Gebhard von Winterfeld. Der Umbau erfolgte unter Verwendung von Teilen der alten Burg (Gewölbekeller, Kapelle, Tordurchfahrt). | Schloss mit Torkapelle, Epitaphien in der Tordurchfahrt und einem Wirtschaftsgebäude |